# Pa-ťi čchüan

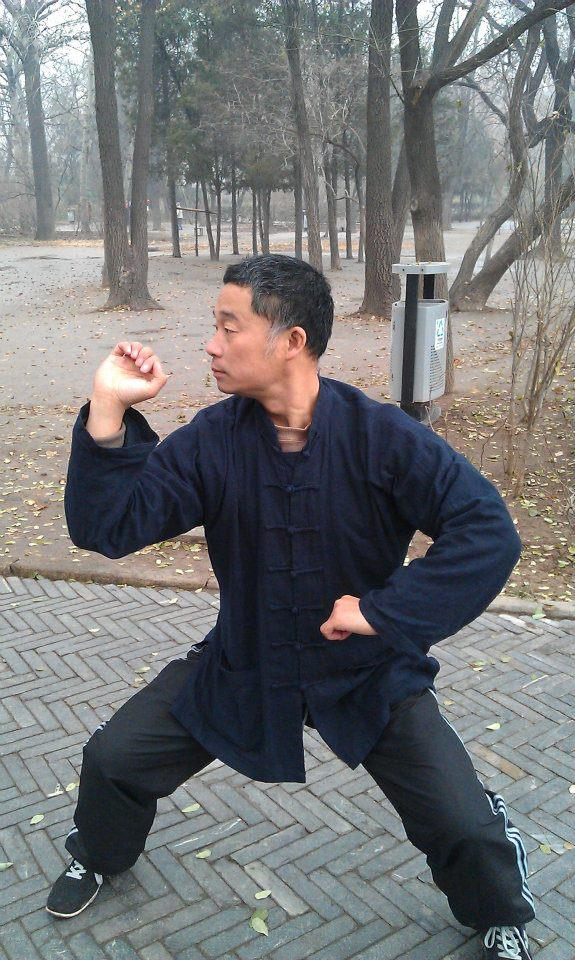
Postoj typický pro pa-ťi čchüan

Pa-ťi čchüan (čínsky pchin-jinem bājí quán, znaky zjednodušené 八极拳, tradiční 八極拳), plným názvem kchaj men pa-ťi čchüan (čínsky pchin-jinem kāi mén bājí quán, znaky zjednodušené 开门八极拳, tradiční 開門八極拳) je čínské bojové umění, pocházející z provincie Che-pej. Charakterizují jej rychlé, silné a náhlé údery na krátkou vzdálenost, často lokty – cílem je rychle se přiblížit k protivníkovi a zasadit zničující úder. Pa-ťi čchüan je v současnosti znám jako „styl tělesných strážců“, protože jej cvičili tělesní strážci Pchu I, Mao Ce-tunga a Čankajška. Je rozšířen v Čínské lidové republice a na Tchaj-wanu. První písemné zmínky o pa-ťi čchüanu pochází z roku 1584.
„Pa-ťi“ znamená „dosáhnout daleko všemi směry“ a „kchaj men“ znamená „otevřít bránu“. Pojem „brána“ v čínských bojových uměních popisuje základní postoj bojovníka, z něhož tento bojovník provádí útok; „otevřít bránu“ znamená techniku, která protivníka otevře útoku. Název „kchaj men pa-ťi čchüan“ proto popisuje toto bojové umění jako styl, který otevře protivníka pro útok v jakémkoli postoji a žádná obrana tak proti němu není účinná. Pojem „pa-ťi” v názvu je však pozdější, původně byl používán méně vznešený pojem „pa-c'“ (hrábě) – sevření dlaní v pa-ťi čchüanu totiž často hrábě připomíná.
Základní zbraní pa-ťi čchüanu je dlouhé kopí a mistři pa-ťi čchüanu minulosti (Wu Čung, Čang Kche-ming a Li Šu-wen) byli proslaveni svým mistrovstvím v boji s touto zbraní. Stejně jako v případě sing i čchüanu je v pa-ťi čchüanu propojení neozbrojeného boje s bojem s kopím tak silné, že chyby ve cvičení s holýma rukama je možné napravit při cvičení s kopím.